# Les Bâties
Les Bâties est une commune française située dans le département de la Haute-Saône, en Franche-Comté, dans la région administrative Bourgogne-Franche-Comté.

## Géographie
Le village est installé dans la vallée de la Jouanne.

### Communes limitrophes
|                   | La Romaine (Vezet) |                          |
| La Vernotte       | Bâties             | Fretigney-et-Velloreille |
| Frasne-le-Château | Vaux-le-Moncelot   |                          |

### Climat
Pour des articles plus généraux, voir Climat de la Bourgogne-Franche-Comté et Climat de la Haute-Saône.
En 2010, le climat de la commune est de type climat des marges montargnardes, selon une étude du Centre national de la recherche scientifique s'appuyant sur une série de données couvrant la période 1971-2000. En 2020, Météo-France publie une typologie des climats de la France métropolitaine dans laquelle la commune est exposée à un climat semi-continental et est dans la région climatique  Lorraine, plateau de Langres, Morvan, caractérisée par un hiver rude (1,5 °C), des vents modérés et des brouillards fréquents en automne et hiver. 
Pour la période 1971-2000, la température annuelle moyenne est de 10,5 °C, avec une amplitude thermique annuelle de 17,3 °C. Le cumul annuel moyen de précipitations est de 974 mm, avec 12,7 jours de précipitations en janvier et 9,2 jours en juillet. Pour la période 1991-2020, la température moyenne annuelle observée sur la station météorologique de Météo-France la plus proche, « Bucey-lès-Gy », sur la commune de Bucey-lès-Gy à 10 km à vol d'oiseau, est de 11,6 °C et le cumul annuel moyen de précipitations est de 1 032,6 mm. 
La température maximale relevée sur cette station est de 41,5 °C, atteinte le 8 août 2003 ; la température minimale est de −23 °C, atteinte le 2 janvier 1971,,. 
Les paramètres climatiques de la commune ont été estimés pour le milieu du siècle (2041-2070) selon différents scénarios d'émission de gaz à effet de serre à partir des nouvelles projections climatiques de référence DRIAS-2020. Ils sont consultables sur un site dédié publié par Météo-France en novembre 2022.

## Urbanisme

### Typologie
Au 1er janvier 2024, Les Bâties est catégorisée commune rurale à habitat très dispersé, selon la nouvelle grille communale de densité à sept niveaux définie par l'Insee en 2022.
Elle est située hors unité urbaine. Par ailleurs la commune fait partie de l'aire d'attraction de Vesoul, dont elle est une commune de la couronne,. Cette aire, qui regroupe 158 communes, est catégorisée dans les aires de 50 000 à moins de 200 000 habitants,.

### Occupation des sols
L'occupation des sols de la commune, telle qu'elle ressort de la base de données européenne d’occupation biophysique des sols Corine Land Cover (CLC), est marquée par l'importance des territoires agricoles (51,6 % en 2018), une proportion sensiblement équivalente à celle de 1990 (51,8 %). La répartition détaillée en 2018 est la suivante : 
forêts (35 %), zones agricoles hétérogènes (23,8 %), terres arables (23,7 %), milieux à végétation arbustive et/ou herbacée (13,4 %), prairies (4,1 %). L'évolution de l’occupation des sols de la commune et de ses infrastructures peut être observée sur les différentes représentations cartographiques du territoire : la carte de Cassini (XVIIIe siècle), la carte d'état-major (1820-1866) et les cartes ou photos aériennes de l'IGN pour la période actuelle (1950 à aujourd'hui).

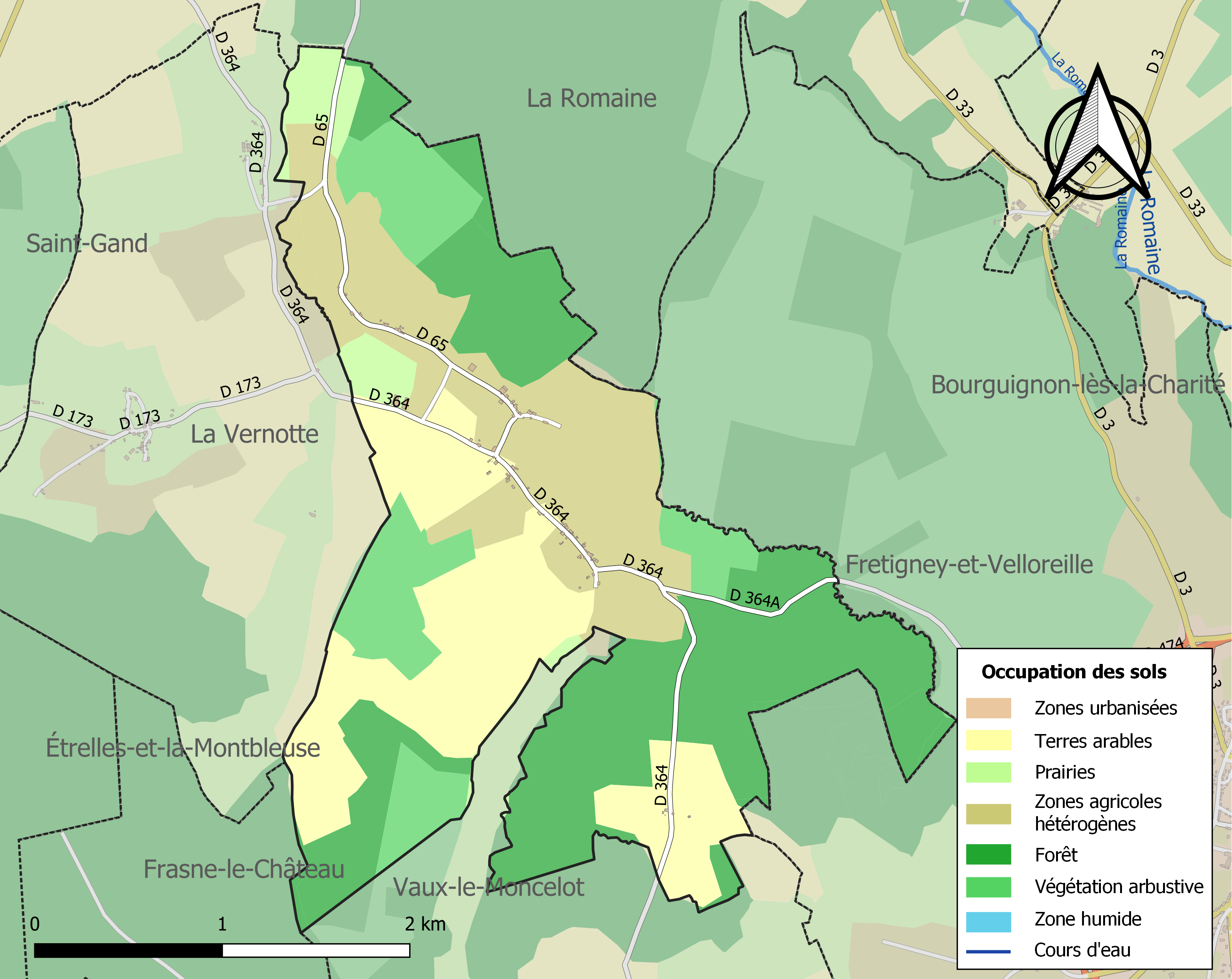
Carte des infrastructures et de l'occupation des sols de la commune en 2018 (CLC).

## Politique et administration

### Rattachements administratifs et électoraux
La commune fait partie de l'arrondissement de Vesoul du département de la Haute-Saône, en région Bourgogne-Franche-Comté. Pour l'élection des députés, elle dépend de la première circonscription de la Haute-Saône.
Elle faisait partie depuis 1793 du Canton de Fresne-Saint-Mamès. Dans le cadre du redécoupage cantonal de 2014 en France, la commune est désormais rattachée au canton de Scey-sur-Saône-et-Saint-Albin.

### Intercommunalité
La commune est membre depuis 2007 de la communauté de communes des monts de Gy.

### Liste des maires

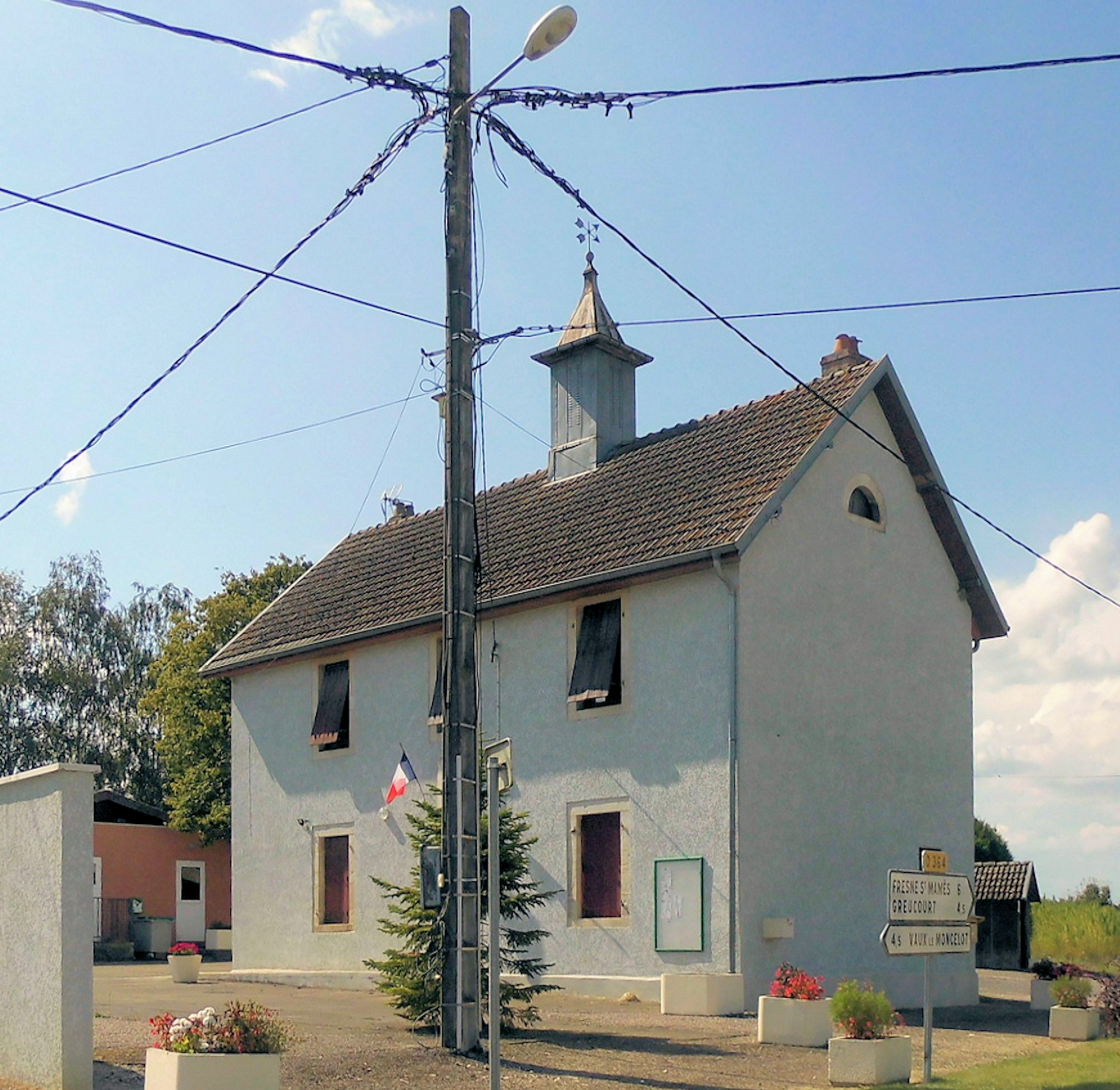
La mairie.

| Période                                  | Période       | Identité      | Étiquette | Qualité                                               |
| ---------------------------------------- | ------------- | ------------- | --------- | ----------------------------------------------------- |
| Les données manquantes sont à compléter. |               |               |           |                                                       |
| mars 2001                                | novembre 2006 | Manuel Messey | SE        | Vice-président de la CC des Monts de Gy (2008 → 2014) |
| mars 2008                                | En cours      | Thierry Lucot |           | Réélu pour le mandat 2014-2020                        |

## Démographie
L'évolution du nombre d'habitants est connue à travers les recensements de la population effectués dans la commune depuis 1793. Pour les communes de moins de 10 000 habitants, une enquête de recensement portant sur toute la population est réalisée tous les cinq ans, les populations de référence des années intermédiaires étant quant à elles estimées par interpolation ou extrapolation. Pour la commune, le premier recensement exhaustif entrant dans le cadre du nouveau dispositif a été réalisé en 2005.

En 2022, la commune comptait 76 habitants, en évolution de −3,8 % par rapport à 2016 (Haute-Saône : −1,4 %, France hors Mayotte : +2,11 %).
| 1793 | 1800 | 1806 | 1821 | 1831 | 1836 | 1841 | 1846 | 1851 |
| ---- | ---- | ---- | ---- | ---- | ---- | ---- | ---- | ---- |
| 275  | 359  | 331  | 330  | 331  | 321  | 303  | 312  | 294  |

| 1856 | 1861 | 1866 | 1872 | 1876 | 1881 | 1886 | 1891 | 1896 |
| ---- | ---- | ---- | ---- | ---- | ---- | ---- | ---- | ---- |
| 276  | 282  | 298  | 283  | 270  | 234  | 210  | 195  | 193  |

| 1901 | 1906 | 1911 | 1921 | 1926 | 1931 | 1936 | 1946 | 1954 |
| ---- | ---- | ---- | ---- | ---- | ---- | ---- | ---- | ---- |
| 180  | 188  | 162  | 144  | 136  | 147  | 150  | 104  | 114  |

| 1962 | 1968 | 1975 | 1982 | 1990 | 1999 | 2005 | 2006 | 2010 |
| ---- | ---- | ---- | ---- | ---- | ---- | ---- | ---- | ---- |
| 104  | 106  | 92   | 86   | 65   | 74   | 81   | 79   | 79   |

| 2015 | 2020 | 2022 | - | - | - | - | - | - |
| ---- | ---- | ---- | - | - | - | - | - | - |
| 80   | 76   | 76   | - | - | - | - | - | - |

## Lieux et monuments
- Le vieux pont de pierre sur la Jouanne.